# Ronald Guzmán
Ronald Enmanuel Guzmán Cepeda (nacido el 20 de octubre de 1994) es un jugador de béisbol profesional dominicano. Se desempeña como Primera base para los New York Yankees en las Grandes Ligas de Béisbol.

## Trayectoria

### Ligas menores
Guzmán firmó con los Texas Rangers como agente libre internacional en el año 2011, junto con Nomar Mazara. Hizo su debut profesional en el año 2012 con la Liga de Arizona Rangers de nivel Rookie Liga de Arizona. Jugó para el equipo Hickory Crawdads de nivel Clase A, de la Liga Atlántica del Sur en los años 2013, 2014 y en el inicio de 2015. Acabó 2015 con los Inconformistas de Desierto Altos de la Clase A-Avanzada en la Liga de California y jugó en la Arizona Fall League después de la temporada. En 2016, Guzmán jugó para el equipo Frisco RoughRiders en la Clase AA Liga de Texas (102 juegos) y para el Rock de Ronda Expresa de la Clase AAA Liga de costa del Pacífico (25 juegos). Él acumuló un combinado ofensivo de .274/.333/.449/.782 con 16 jonrones y 67 carreras remolcadas. En 2016  fue seleccionado y apareció en el Juego de Futuras de la Estrella. Los Rangers lo añadieron a su roster de 40 hombres después de la temporada 2016. Guzmán gastó la 2017 estación con el Rock de Round Express,  presentando una ofensiva de .298/.372/.434/.806 con 12 cuadrangulares y remolcó 62 carreras. Después de la temporada 2017, los Rangers le nombraron su «Tom Grieve», galardón que se otorga como un Premio de Jugador del Año en Honor de Ligas Menores.Guzmán regresó al equipo Round Rock Express para empezar la temporada 2018, jugando en 5 juegos con ellos antes de ser llamado a las Grandes Ligas por primera vez.

### Texas Rangers
Los Rangers promovieron a Guzmán a las Ligas Mayores en el 13 de abril de 2018. Conectó primer cuadrangular en las Grandes Ligas el 14 de abril de 2018 para empatar un juego contra los Astros de Houston en la parte superior de la 8.ª entrada. El 10 de agosto de 2018 se convierte en el primer novato en conectar 3 cuadrangulares en casa contra los Yanquis de Nueva York en el Bronx. Este fue la primera vez que su padre lo vio jugar en un juego profesional.  Guzmán acabó su temporada de novato con un .235/.306/.416/.722 en su línea de bateo con 16 cuadrangulares y 58 carreras remolcadas en 123 juegos. 
Iniciando la temporada 2019 Guzmán estuvo nombrado primera base titular de los Rangers. Sin embargo,  fue colocado en la lista de lesionados de 10 días el 7 de abril de 2019, con una tensión de ligamento de la corva derecha. Fue reactivado del IL en mayo 9, empezando en la primera base aquella noche. Aun así, después de que presentar una línea ofensiva .193/.282/.396/.678 durante los primeros cuatro meses de la temporada,  fue enviado a Triple-A en Nashville en julio 23. Después de batear un impresionante .316/.409/.518/.927 en Nashville,  fue llamado de nuevo a las Mayores en septiembre 1 para convertirse en el primera base titular de los Rangers. Guzmán acabaría la temporada 2019 con una ofensiva .219/.308/.414/.723 con 10 cuadrangulares y 36 carreras remolcadas en 87 juegos.
En 2020 para los Rangers, Guzmán apareció en 26 juegos, bateando .244/.314/.436 con cuatro jonrones y nueve carreras impulsadas a través de 78 at-bats.
El 12 de abril de 2021, su primera salida en su carrera en el jardín izquierdo y en el outfield, Guzmán se rompió el menisco de la rodilla derecha y fue colocado en la lista de lesionados de 10 días al día siguiente. El 23 de abril, Guzmán se sometió a una cirugía de rodilla derecha que puso fin a la temporada y el 26 de abril fue colocado en la lista de lesionados de 60 días, Guzmán fue retirado de la lista de 40 jugadores el 5 de noviembre, y eligió la agencia libre al día siguiente.

### Yankees de Nueva York
El 13 de marzo de 2022, Guzmán firmó un contrato de ligas menores con los Yankees de Nueva York. Jugó para los Scranton/Wilkes-Barre RailRiders antes de que los Yankees lo ascendieran a las ligas mayores el 7 de septiembre. El 24 de octubre, Guzmán eligió la agencia libre.

### Liga Dominicana de Béisbol Invernal (LIDOM)
Guzmán ha participado en la LIDOM con los Toros del Este en las temporadas 2016-17 y en las temporadas 2017-18 en 17 partidos. Posterior a esto, fue cambiado a los Gigantes del Cibao donde en 2018-19 participó solo en 11 partido, con presentado con promedio de bateo de .341, .438 OBP y .439 OPS. No jugó en 2019-20, mientras que en la temporada 2020-21 que se limitó a 30 partidos por la Pandemia de COVID-19. En esta acumuló una ofensiva de .360 promedio de bateo, lideró la liga en OBP con .450 y .523 de OPS, siendo seleccionado como Jugador Más Valioso de la Liga de Béisbol Profesional de la República Dominicana tanto por buena ofensiva como por su excelente defensa donde fue elegido como guante de oro de la Primera Base en la LIDOM en dicha temporada.

## Vida personal
En 2014, Guzmán en la República Dominicana conducía su vehículo y chocó con una motocicleta. El accidente resultó en la muerte del conductor de la motocicleta. Guzmán no afrontó los cargos del incidente, cuando la policía determinó que el conductor de motocicleta había fallado para parar en una intersección. Guzmán tiene una hija llamada Charlotte.